# Geek Charming
Geek Charming är en Disneyfilm från 2011 baserad på romanen med samma namn av Robin Palmer. Filmen regisserades av Jeffrey Hornaday och skrevs av Elisabeth Hacket och Hilary Galanoy. Sarah Hyland, Matt Prokop och Sasha Pieterse spelar huvudrollerna. Filmen hade premiär 11 november 2011 på Disney Channel i USA, den 27 januari 2012 på Disney Channel UK & Ireland och 28 januari 2012 på Disney Channel Asia. Den svenska versionen av Geek Charming (Nördprinsen) hade premiär 16 mars 2012 på Disney Channel Sverige. Den amerikanska premiären sågs av 4,9 miljoner tittare.

## Skådespelare
- Sarah Hyland som Dylan Schoenfield
- Matt Prokop som Josh Rosen
- Sasha Pieterse som Amy Loubalu
- Jordan Nichols som Asher
- Vanessa Morgan som Hannah
- Lili Simmons som Lola
- David Del Rio som Ari
- Jimmy Bellinger som Steven
- Lilli Birdsell som Sandy
- Andrew Airlie som Alan Schoenfield
- Kacey Rohl som Caitlin
- Andrea Brooks som Nicole Paterson

## Svenska röster
Huvudroller
- Alexandra Alm Nylén som Dylan Schoenfield
- Eddie Hultén som Josh Rosen
- Susanna Roald som Amy Loubalu
- Alvin Nyström som Asher

Övriga röster
- Amelie Eiding
- Cecilia Berggren
- Carl-Magnus Liljedahl
- Daniel Goldmann
- Daniel Melén
- Mikaela Ardai Jennefors
- Nicklas Berglund
- Suzanna Dilber